# Беренгер (виконт Нарбонны)
Беренгер (фр. Berenger de Narbonne; ок. 1000 — 1067) — виконт Нарбонны с 1019/1023. Старший сын виконта Раймонда и его жены Ришарды.
Из документов, в которых он упоминается, сохранились:
- многочисленные принесённые ему оммажи (в основном без даты);
- жалоба на Гофреда де Сердань, архиепископа Нарбонны, которую Беренгар написал в 1046 году папскому легату;
- договор от 4 февраля 1066 года, согласно которому он заложил Раймонду-Беренгару Барселонскому феод Офер и замок Сольтер за 180 золотых экю.

В 1049 году подарил итальянскому монастырю Святого Михаила в Монт-де-ла-Клюсе сеньорию Монблоре в Лигурии, которую его предок Матфред выменял у графа Раймонда Тулузского.
В 1066 году Беренгер (или его сын Бернар) заключил мировое соглашение с архиепископом Нарбонна, завершившее давнюю тяжбу. Согласно его условиям, виконты получали северную часть города Нарбонн как архиепископский лён.
Жена (свадьба не ранее 1016 и не позднее 1020) — Гарсенда де Безалю (ум. после 5 февраля 1067), дочь Берната I Таллаферо, графа Безалю. Дети:
- Раймон II (ум. 1080/1084), виконт Нарбонна;
- Бернар (ум. до 1077), виконт Нарбонна;
- Пьер Беренгер де Нарбонн (ум. 1089), епископ Родеза, архиепископ Нарбонна;
- Риксенда, муж — Ришар, виконт де Мийо.

В последний раз Беренгер упоминается живым в документе от 5 февраля 1067 года. Вероятно, вскоре он умер, так как был уже в очень преклонном возрасте. Согласно его завещанию, Беренгер помимо виконтства Нарбонн владел сеньориями в графствах Безье, Лодев, Альби, Ним, Руссильон, Разес и Руерг.